# 山岡俊
山岡 俊（やまおか たかし、1976年4月24日 - ）は、日本の元ラグビー選手、指導者。2018年現在サントリーサンゴリアスのFW（フォワード）コーチを務めている。

## プロフィール
- 山形県東根市出身[1]。
- ポジションはフッカー(HO)。
- 身長 175cm、体重 98kg
- 日本代表キャップは10。

## 来歴
高校からラグビーを始める。
1995年、山形中央高校卒業後、明治大学に入学。なお山形中央高校時代、高校日本代表に選ばれたことがある。
1998年、明治大学ラグビー部の主将に就任した。
1999年、明治大学卒業後、サントリー（現・サントリーサンゴリアス）に加入。
2004年、イタリア戦に出場し日本代表デビューを果たす。
2012年、現役を引退した。